# Hermann Bräss
Hermann Werner Dietrich Bräss (auch Bräß und Braess) (* 12. Juni 1738 in Braunschweig; † 1. November 1797 in Dettum) war ein deutscher evangelischer Pfarrer und Zeitungsherausgeber.

## Leben
Über Bräss‘ frühe Jahre ist wenig bekannt. Er wurde als Sohn eines Knopfmachermeisters in Braunschweig geboren (das Geburtshaus in der Kannengießerstraße 17 wurde im Zweiten Weltkrieg zerstört). Er besuchte das Braunschweiger Katharineum und studierte in Helmstedt Theologie. Danach war er von 1768 an Hauslehrer in Frankreich. Nach seiner Rückkehr wurde er 1773 Pastor der Gemeinden Dettum und Mönchevahlberg östlich von Wolfenbüttel. Er heiratete Auguste Catharina Steinbrück, mit der er drei Töchter und vier Söhne hatte. Vermutlich starb er an der Brechruhr (Cholera).

## Leistungen

1. Seite der Erstausgabe von Bräss' Zeitung für Städte, Flecken und Dörfer vom 25. November 1786

1786 gründete Bräss die „Zeitung für Städte, Flecken und Dörfer, insonderheit für die lieben Landleute alt und jung“. Die erste Ausgabe erschien in der Wolfenbütteler Druckerei Bindseil am 25. November 1786. Sie wurde wegen des rot gedruckten Titels auch als „Rothe Zeitung“ bezeichnet und erschien zwölf Jahre lang mit zwei Ausgaben wöchentlich; die Auflage betrug zeitweise gut 1000 Exemplare. Die heutige Wolfenbütteler Zeitung (eine Lokalausgabe der Braunschweiger Zeitung) führt sich auf Bräss‘ Gründung zurück.
Bräss‘ Arbeit wurde nicht nur von Zeitgenossen anerkannt; sie wird nach Inhalt und Stil von mehreren gegenwärtigen Pressehistorikern und Philologen gelobt, so von Martin Welke, Holger Böning und Peter von Polenz. Sie heben hervor, dass Bräss, der Herausgeber und Redakteur in einer Person war, sich erfolgreich um lesernahe und lebenspraktische Themen, um übersichtliches Layout, verständlichen Stil und solide Aufklärung  bemühte. Als einer der ersten Zeitungsmacher bat er um Leserbriefe und veröffentlichte sie häufig. Um sein Publikum zum noch ungewohnten Schreiben zu animieren, hat Bräss vermutlich die ersten Zuschriften selbst verfasst. Er selbst blieb als Herausgeber und Autor anonym; erst nach seinem Tod wurden seine Funktionen offiziell bekannt.
Eine Ausgabe der Zeitung für Städte, Flecken und Dörfer, genannt Rothe Zeitung, erschien als Mikrofiche im Olms-Verlag, Hildesheim und New York 1993.